# 紀元前8世紀

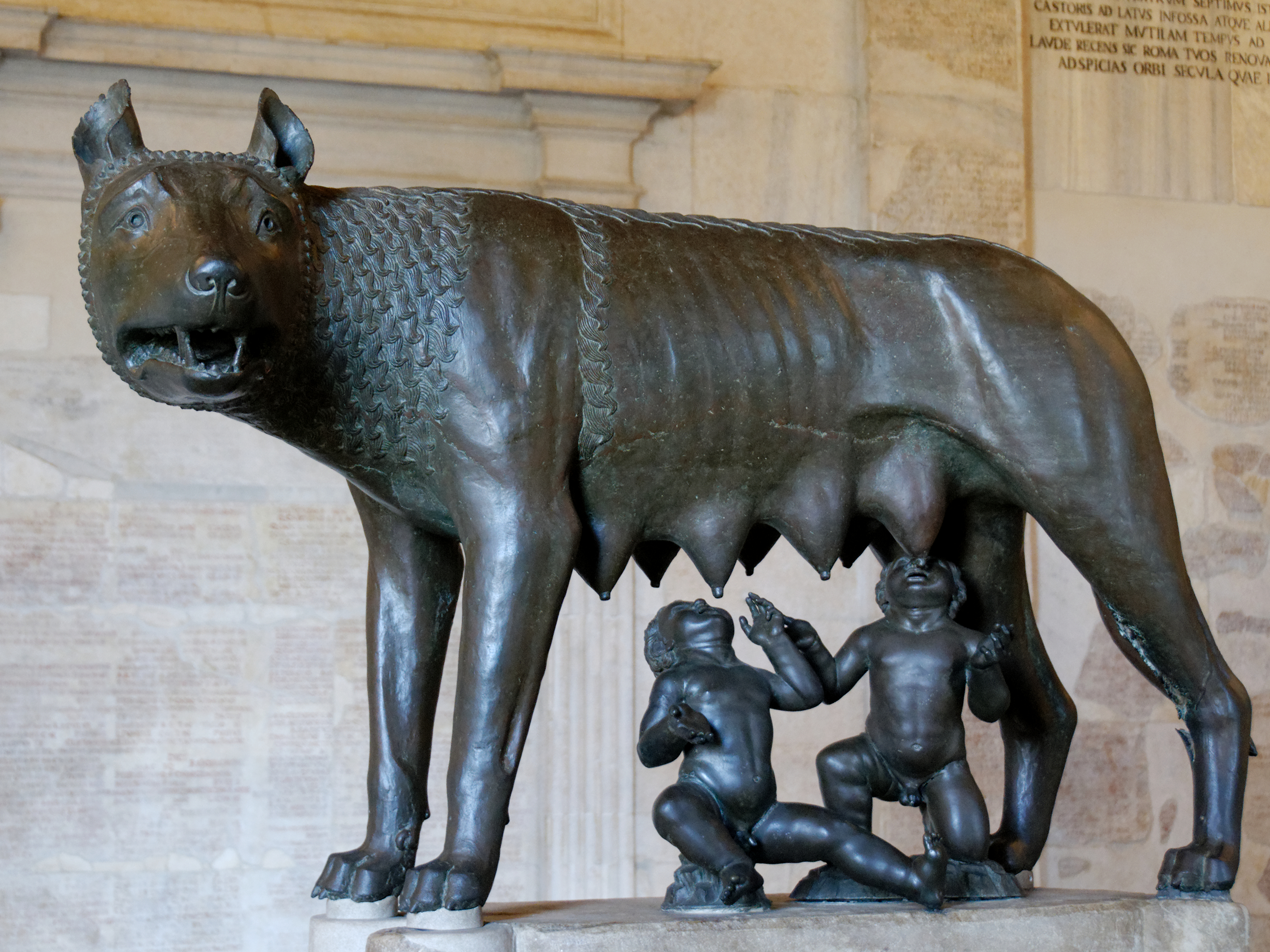
「カピトリヌスの雌狼（カピトリーノ美術館蔵）」。画像は牝狼の乳を飲むロームルスとレムスの銅像。ロームルスは都市国家ローマを紀元前753年に建国したと伝えられる初代王。

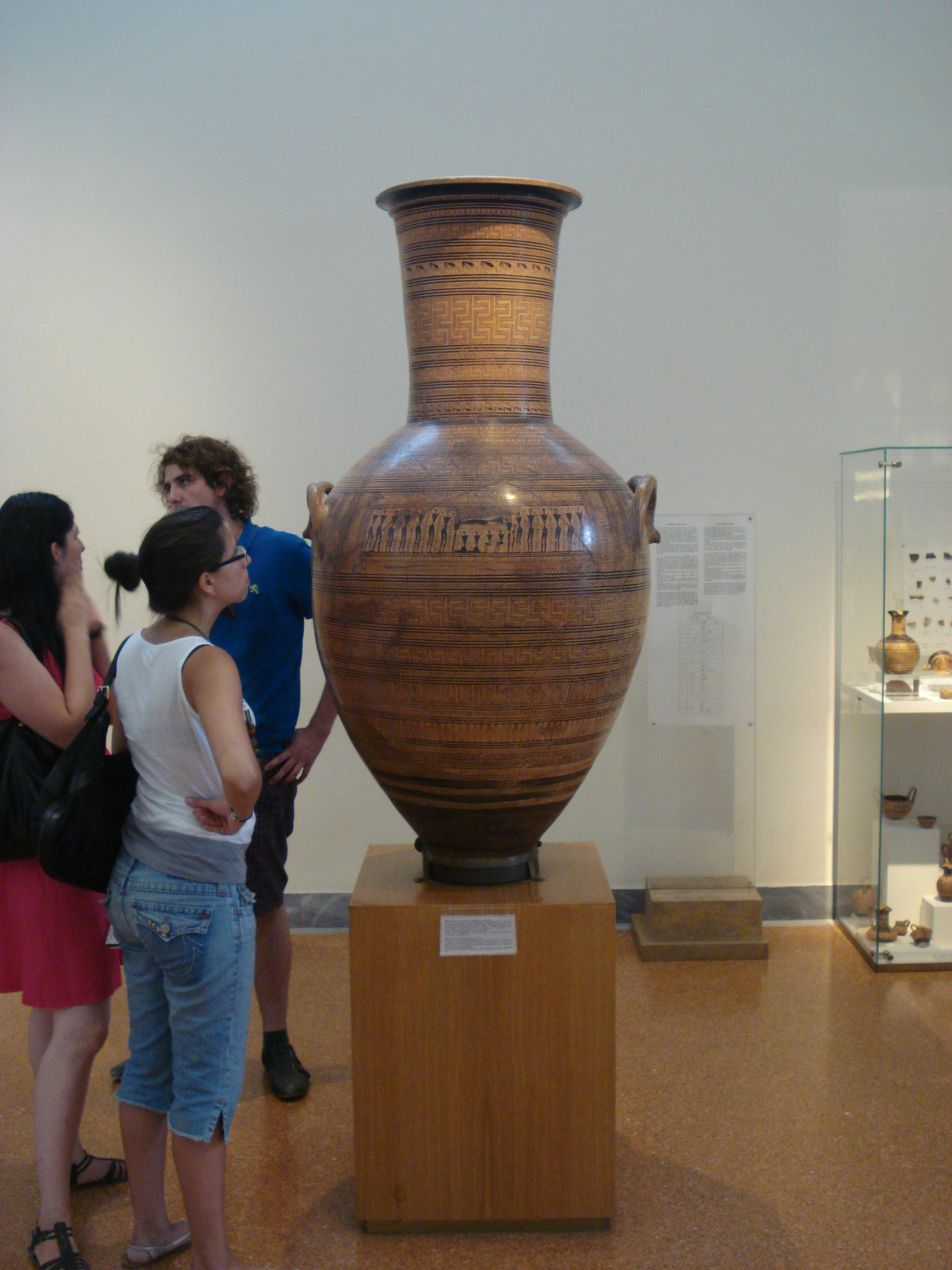
「ディピュロンのアンフォラ」。ギリシア陶器の幾何学様式後期を代表する名品で現在はアテネ国立考古学博物館が所蔵している。

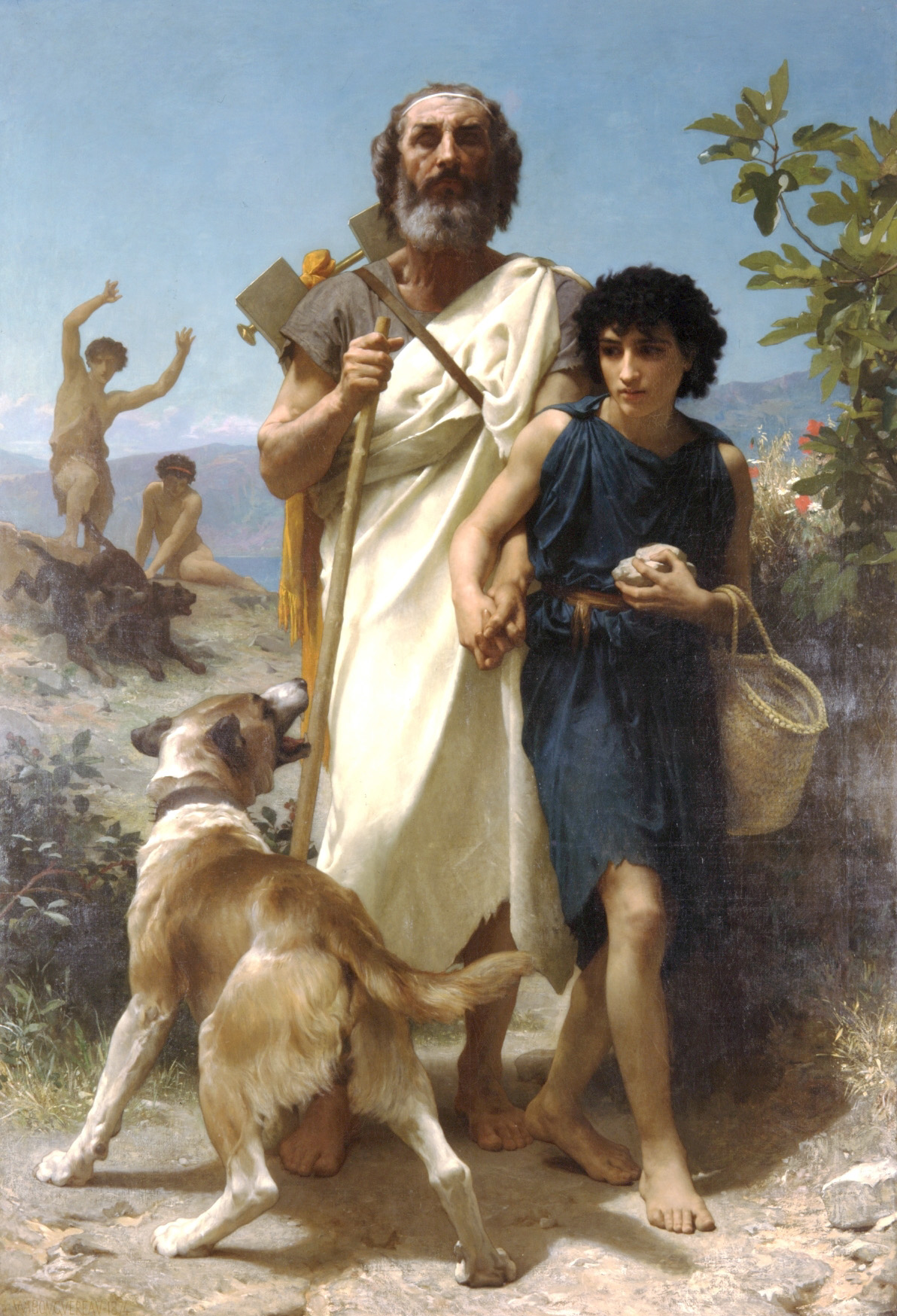
ホメロス。『イリアス』『オデュッセイア』をまとめたとされる盲目の吟遊詩人。画像はウィリアム・ブーグローによる歴史画「ホメロスと案内人」（ミルウォーキー美術館蔵）。

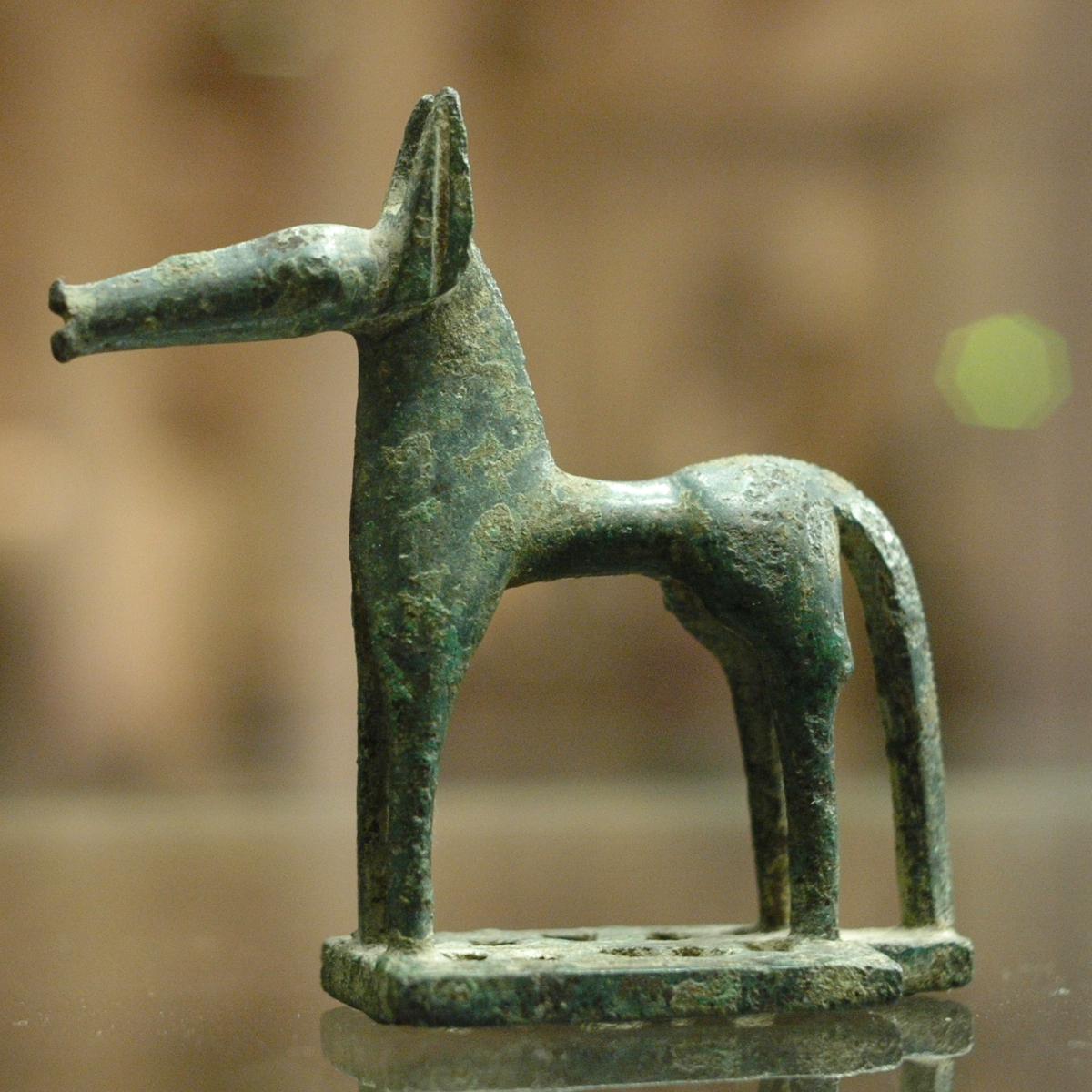
聖地オリンピア。もともとゼウス神が祀られていた神域で、紀元前8世紀からこの神に捧げられるオリンピアの競技が行われることになった。画像は紀元前740年頃に作製され競技に際し奉献されたラコニア様式の青銅製の馬の像（ルーヴル美術館蔵）。

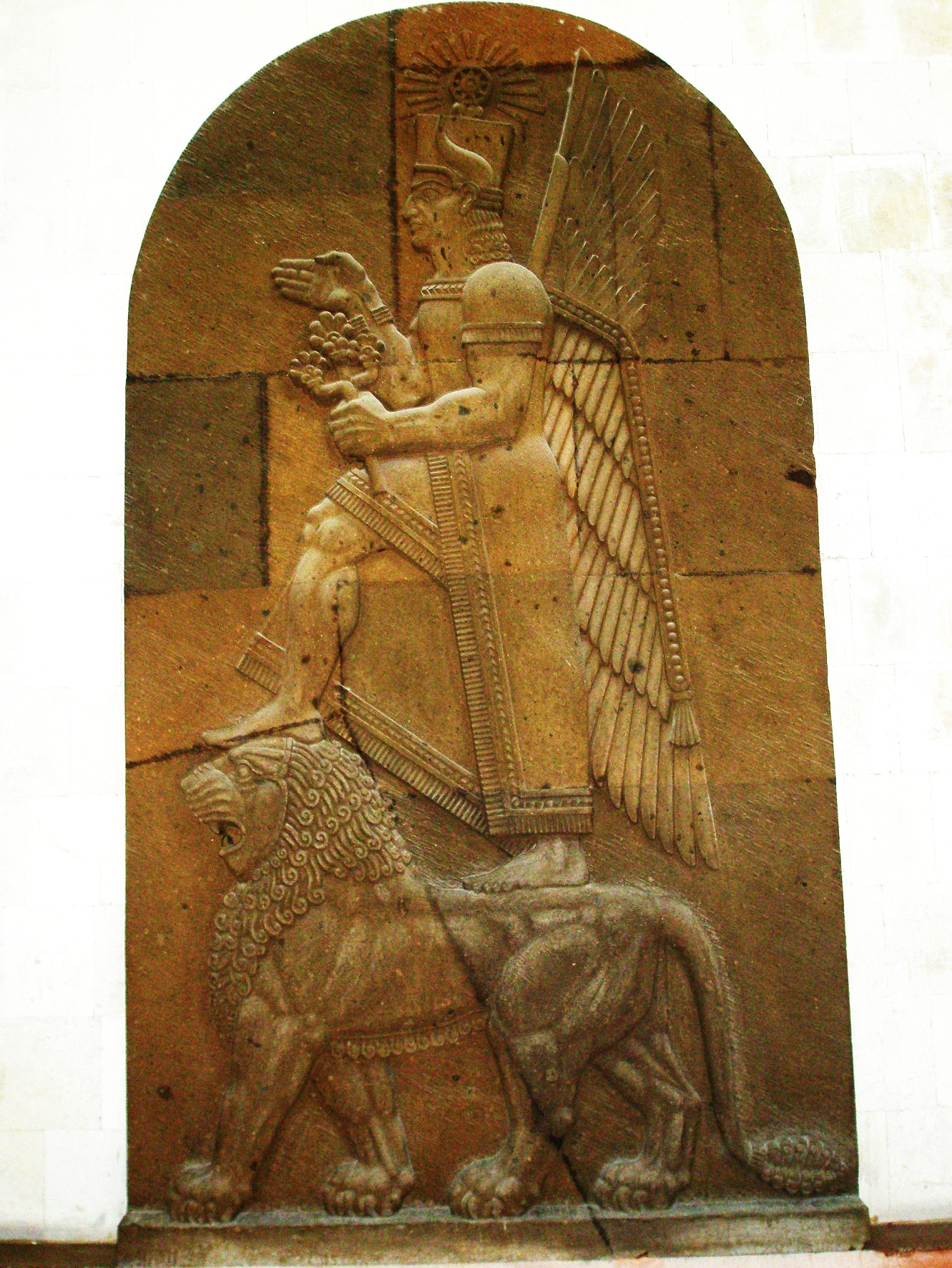
ウラルトゥ王国の繁栄と凋落。ウラルトゥの王サルドゥリ2世の時に勢力が最大となったが、隣国アッシリアに攻め込まれて衰退した。画像はウラルトゥの主神ハルディの像（アルメニア・エレバン・エレブニ要塞博物館蔵）。

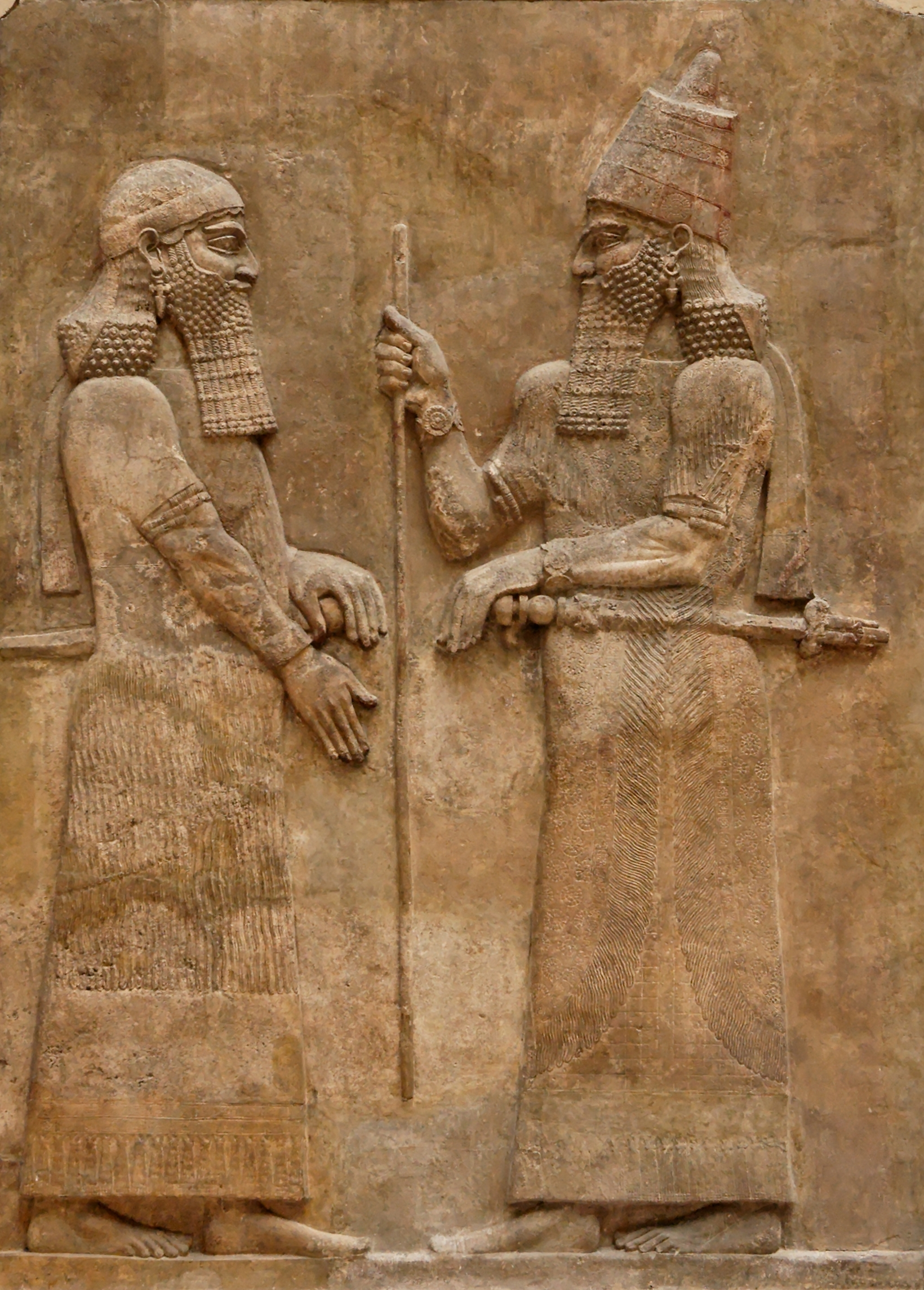
ドゥル・シャルキン。アッシリア王サルゴン2世の時代に造営された都で10年余ほど用いられた後、ニネヴェに改めて遷都され放棄された。保存状態は悪くなく多くの浮彫で飾られた宮殿の城壁が発掘されている。画像はサルゴン2世と家臣の浮彫（ルーヴル美術館蔵）。

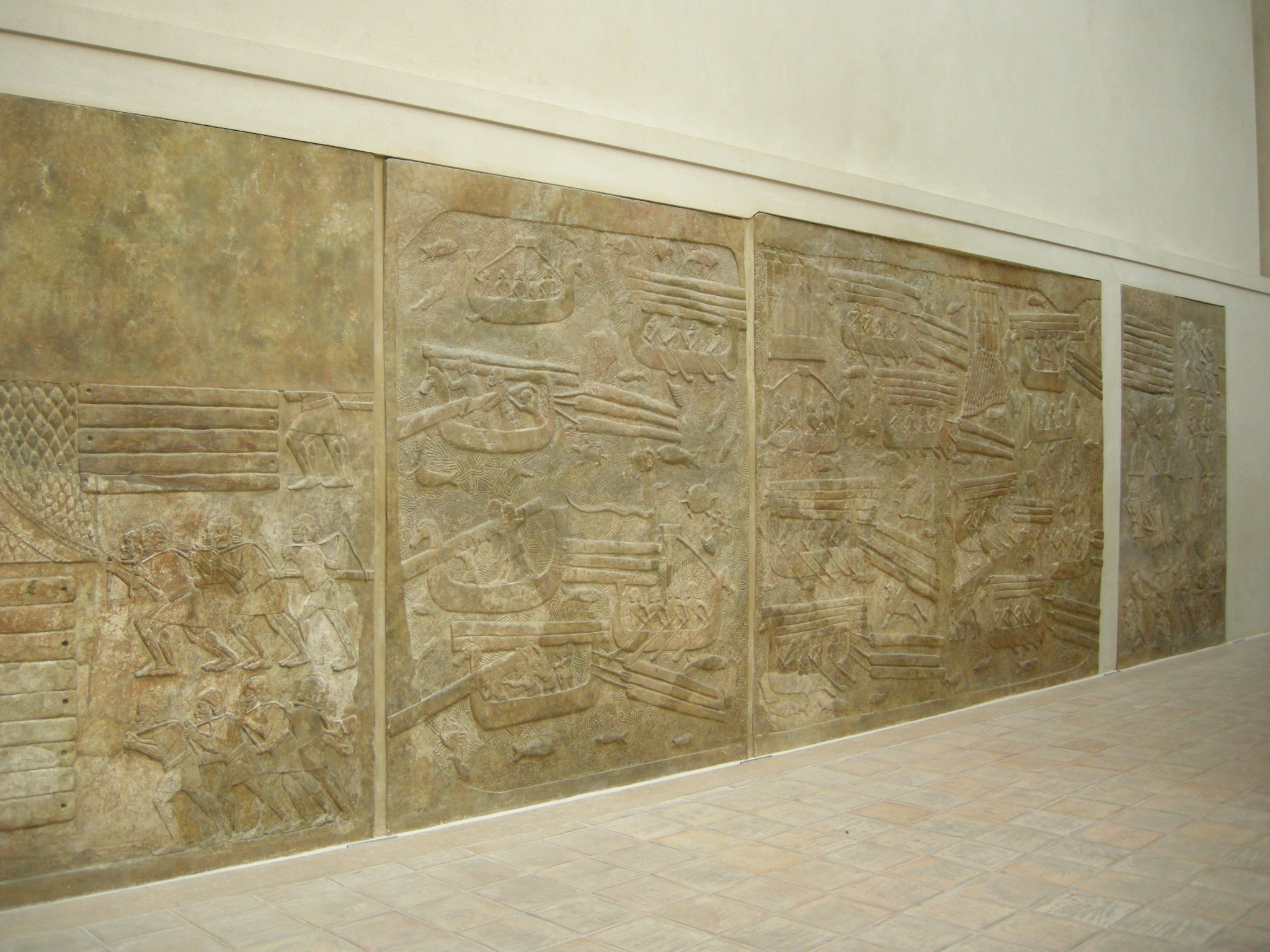
アッシリア支配下のフェニキア人。海上交易を保護されたフェニキア人はこの時代にも大きな足跡を残した。画像はドゥル・シャルキンにかつてあった浮き彫りで、船舶を用いて木材運搬に従事するフェニキア人たちが刻まれている（ルーヴル美術館蔵）。

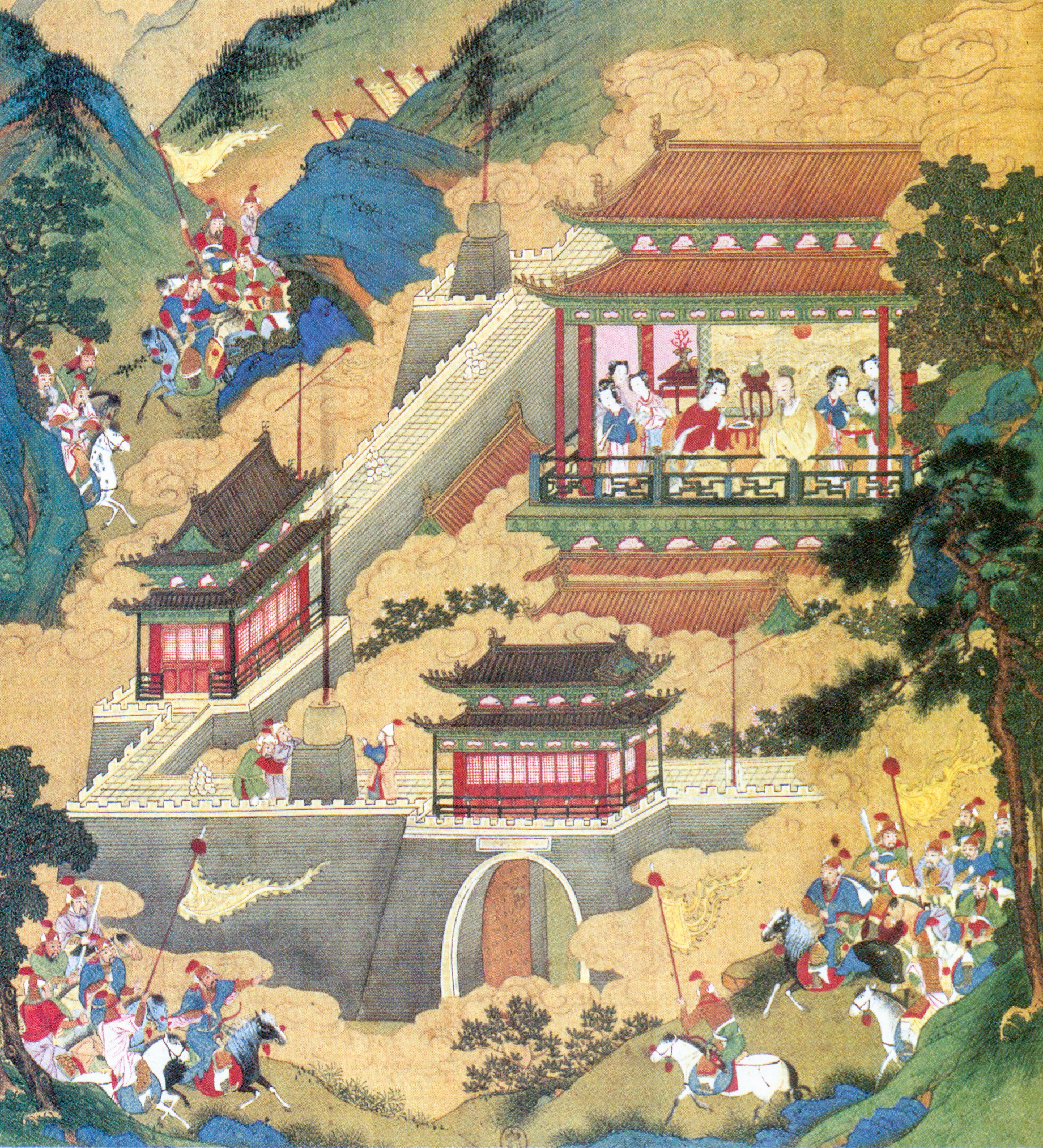
西周の滅亡。西周の幽王は極めて愚かで美女褒姒に溺れて戯れに烽火を焚いて危急に駆け付けた諸侯を慰み者にしたと伝わる。この伝説的な話はともあれ、申侯の手引きにより遊牧民族犬戎が侵入し、都の鎬京が陥落したあげく幽王が殺害され、西周が滅亡したことは事実であろう。画像は『帝鑑圖說』幽王本紀の「戲舉烽火」の場面。

紀元前8世紀（きげんぜんはちせいき、きげんぜんはっせいき）は、西暦による紀元前800年から紀元前701年までの100年間を指す世紀。

## 出来事

### 紀元前800年代
- 紀元前800年頃
  - ギリシア各地でポリス(都市国家)の誕生。
    - 人口の大幅な増加、英雄祭祀と聖域の成立、都市への集住（シュノイキスモス）などが随伴して見られる。
    - ギリシアの陶器は「幾何学様式」から「東方化様式（英語版）」に移行する。

  - ギリシア人による地中海および黒海沿岸での植民市（アポイキア）（英語版）建設が始まる。
    - エウボイア人によるシリア沿岸の植民市アル・ミナ（英語版）やナポリ湾イスキア島の植民市ピテクサイがこの時期のもの。

  - アナトリア半島キリキア地方のカラテペ遺跡から出土したフェニキア文字と象形文字ルウィ語の併用の石碑（カラテぺ二言語併用石碑（英語版））が作られる。
  - 中央ヨーロッパは鉄器時代初期でハルシュタット文化（ハルシュタットC期）が広がる。
    - ハルシュタットは世界最古の塩坑があり、アルプス以北と地中海とを結ぶ「塩の道」の要衝となった。
    - ハルシュタット東方にはルサチア文化（ラウジッツ文化）があり、その代表は現ポーランドのビスクピン（英語版）遺跡である。

  - イベリア半島のグアダルキビル川下流域のタルテッソス王国が繁栄する。
    - 「錫の国」と呼ばれた現在のイギリスのコーンウォール地方から錫を独占し、フェニキア人との交易も行われる。
    - セビリア近郊で発掘された「カランボロの財宝（英語版）」が代表とされる。

  - 中央アメリカのオルメカ文明はラ・ベンタ期（ - 紀元前400年頃）。
    - この時期を代表する翡翠輝石製の群像彫刻「会議をする人々（スペイン語版）（メキシコ国立人類学博物館蔵）」が作られる。

  - 南アラビアにサバア王国が成立する。
    - 都マアリブの近郊にはマアリブ・ダム（英語版）が造営され、アワム神殿（英語版）やバラン神殿（英語版）が建てらる。

  - イラン北西部ソルダス谷のテッペ・ハサンル遺跡（英語版）が大規模な攻撃を受け被災する。
    - テッペ・ハサンル遺跡から出土した「ハサンルの恋人たち」はこの時代のもの。
    - テッペ・ハサンル遺跡からは「ハサンルの黄金の盃（英語版）（イラン国立博物館蔵）」などの宝物も出土している。
- 紀元前800-500年頃 - 古散文ウパニシャッド文献が成立する。
  - 最古層の『ブリハッド・アーラニヤカ・ウパニシャッド』『チャーンドーギヤ・ウパニシャッド』が代表とされる。

### 紀元前780年代
- 紀元前789年 - 周の宣王が千畝の役（中国語版）で姜戎と戦うが敗退する。
- 紀元前786年 - ウラルトゥ王アルギシュティ1世が即位し、ウラルトゥの領土拡大が始まる。
- 紀元前780年 - 周で涇水・渭水・洛水の三川の水が涸れて岐山が崩れる大地震が発生（三川岐山地震）。

### 紀元前770年代
- 紀元前776年7月1日
  - 記録に残る最古の古代オリンピック第1回大会がギリシアのオリンピアで開催される。
    - またギリシアにおいて最古の文字使用例が特定された年でもある。
- 紀元前776年9月6日
  - 幽王六年十月朔日辛卯のこの年に日食が起こる（『詩経』「小雅・十月之交」）。
- 紀元前771年 - 申侯の乱で、鎬京が犬戎に攻められ西周の幽王が殺される。
  - 翌年（紀元前770年）、幽王の子平王は鎬京を離れ洛邑に遷都し東周が成立（周の東遷）。
  - これより春秋時代が始まる。平王を擁立した秦の襄公が諸侯に列する。

### 紀元前760年代
- 紀元前763年6月15日
  - アッシリア王アッシュール・ダン3世が日食を記録した（アッシリアの日食）。
    - それを天文学的に割り出すと正確な日付が特定できたため、アッシリア年代学の基点となっている。
- 紀元前762年 - 秦の文公が汧水と渭水の合流地点の秦邑に本拠を遷す。
- 紀元前760年頃
  - ユダ王国のウジヤ王の治世に大地震が起きたと、預言書『アモス書』に言及がある。
    - 考古学者イガエル・ヤディンやイスラエル・フィンケルスタイン（英語版）はガリラヤ湖北部のハツォル遺跡（テル・ハツォル（英語版））第6層の倒壊した建造物等とこの地震の年代が符合すると論証している。

### 紀元前750年代
- 紀元前756年 - 洛邑の平王が鎬京の携王を倒し、周の王統は統一される。
- 紀元前753年 - カロプス（アルコン）（ドイツ語版）がアテナイのアルコンに就任し、これ以後アルコンの任期は10年となる。
- 紀元前753年4月21日 
  - 伝承によればロームルスがラテン人によるローマを建国（王政ローマ）。
    - この年がローマ建国紀元元年となり、ティベル川に面したローマの七つの丘が整備される。
- 紀元前753年頃
  - アッシュール・ニラリ5世が遠征によりアルパド王マティールを服属させる。
- 紀元前8世紀半ば
  - ホメロスの『イリアス』『オデュッセイア』が成立。
  - ギリシア陶器が幾何学様式後期になり人物表現が復活する。
    - 逸名絵付師「ディピュロン・マスター（英語版）」の「ディピュロンのアンフォラ」（アテネ国立考古学博物館蔵）が有名。

  - クレタ島ドレロス（スペイン語版）のアポロン神殿から出土したアポロン・アルテミス・レトの青銅製三神像（Apollonian Triad AMH）が作成される（イラクリオン考古学博物館蔵）。
  - トルコ南部（キリキア）アダナ県で出土したルウィ語とフェニキア語の二言語併記のチネキョイ碑文（英語版）が作られる。

### 紀元前740年代
- 紀元前745年 - ティグラト・ピレセル3世がアッシリア王となる。軍制改革が行われ常備軍が導入される。
- 紀元前743年 - 第一次メッセニア戦争始まる（ - 紀元前724年）。
- 紀元前743年頃
  - アナトリア・アルメニアのウラルトゥ王国のサルドゥリ2世が最大領土を実現。
  - ギリシア系カルキス人がメッシーナ海峡を望むイタリア半島先端に植民市レギオン（現レッジョ・カラブリア）を建設。
- 紀元前740年 -  アッシリア王ティグラト・ピレセル3世がシリアのアルパドを陥落させる。
- 紀元前740年頃
  - ギリシア文字の最古級の銘文である「ディピュロンの銘文（英語版）」が刻まれた酒注ぎ（オイコノエ）が作られる（アテネ国立考古学博物館蔵）。
  - フリギア王国の首都ゴルディオン（トルコのヤッス・ホユック（英語版）遺跡）の「ミダス王の墓（Tumulus MM）（ラテン語版）」が建てられる。
    - ゴルディオンで最も大きな墳丘であり、最古級の木槨墓でもある。木製品などの副葬品が残存していた。
    - アンカラのアナトリア文明博物館（英語版）に木槨墓が再現してある。

### 紀元前730年代
- 紀元前735年 - アッシリア王ティグラト・ピレセル3世がウラルトゥ王サルドゥリ2世に勝利し都のトゥシュパ（ヴァン）を攻撃。
- 紀元前734年頃 - ギリシアのコリントス人によりシチリア島に植民市シュラクサイが建設される。
- 紀元前732年 - アッシリア王ティグラト・ピレセル3世によるシリア・エフライム戦争。地中海東岸のダマスコ・サマリアなどを征服。

### 紀元前720年代
- 紀元前729年 - アッシリア王ティグラト・ピレセル3世によるバビロニア遠征。ナブー・ムキン・ゼリを打倒しバビロンを占領。
- 紀元前728年 - メディアの初代国王デイオケスが即位し、都のエクバタナを建設する。
- 紀元前727年
  - ヌビア人の王ピアンキがヘルモポリスの王国とヘラクレオポリスの王国を征服。
    - さらに第23王朝（レオントポリス）・第22王朝（タニス）・第24王朝（サイス）の王が順に降伏して全エジプトを支配下におく。
    - ピアンキによりエジプト第25王朝が成立する。ゲベル・バルカルのアメン神殿「勝利の碑文（フランス語版）」にその記録が残る。

  - アッシリア王ティグラト・ピレセル3世死去、シャルマネセル5世が即位。
- 紀元前724年 - イトメ山の戦いでのメッセニア王アリストデモスが自殺。スパルタが勝利しメッセニアを占領。
- 紀元前722年 
  - 魯の隠公元年。この年より『春秋』の記述が始まる。
  - メロダク・バルアダン2世がバビロン王になりアッシリアに対して反乱を起こす。
  - アッシリア王シャルマネセル5世が廃位され、サルゴン2世がアッシリア王となる。
    - この王位継承は簒奪の可能が高く、この王からサルゴン王朝が開始されるという。
    - サルゴン2世によりイスラエル王国が滅亡する。イスラエル10部族のアッシリア捕囚。
- 紀元前720年 - サルゴン2世がダマスカスなどの反乱を鎮圧。

### 紀元前710年代
- 紀元前719年 - 衛の公子州吁が兄の桓公を殺害し君主となる。
  - 州吁は鄭の公子共叔段と組み衛・宋・陳・蔡・魯と連合して、鄭の荘公を攻撃するが失敗し処刑される（東門の戦い（中国語版））。
- 紀元前717年
  - アッシリア王サルゴン2世がカルフ（ニムルド）からドゥル・シャルキン（コルサバド遺跡）へ遷都。
  - アッシリア王サルゴン2世が新ヒッタイト系のカルケミシュ王国を征服する。
- 紀元前716年頃
  - リュディアでヘラクレス家のカンダウレス王に代わり、メルムナス家のギュゲス (リュディア)（英語版）が王になる。
  - アッシリア王サルゴン2世の石碑にサバア王国の王イタァアマルの貢納の記録が残る。
- 紀元前716年 - 初代ローマ王ロームルスが死去。
- 紀元前715年 - サビニ人ヌマ・ポンピリウスが第2代ローマ王に選出される。
  - ヌマの42年間の治世では戦争が起こらなかったとされ、フォルム・ロマヌムのヤヌス神殿が建立されたと伝わる。
- 紀元前714年 - 
  - アッシリア王サルゴン2世によりウラルトゥ王ルサ1世が大敗し、ムサシル（英語版）が陥落、領土を奪われる。
  - 秦の寧公（憲公）が平陽に都を遷す。
- 紀元前713年 - アッシリア王サルゴン2世が新ヒッタイト系のタバル王国を制圧する。
- 紀元前712年頃 - ギリシア系メガラ人の植民市としてニコメディア（アスタコス（英語版））が建設される。
- 紀元前710年頃 - レラントス戦争によりハルキスとエレトリアがエウボイアの覇権をめぐり激突（ - 紀元前650年頃)

### 紀元前700年代
- 紀元前709年
  - アッシリア王サルゴン2世がバビロンを陥落させ「バビロニア王」を名乗る。
  - フリギア王ミダス(ムシュキ王ミタ)がアッシリア王サルゴン2世に和平を申し入れる。
  - 陘廷の戦いで、晋の分家である曲沃の姫称（後の晋の武公）が宗家の哀侯と小子侯を滅ぼす。
- 紀元前707年 - 東周の桓王が蔡・衛・陳と連合して鄭を攻撃したが撃退される（繻葛の戦い（中国語版））。
  - 鄭の荘公はこの戦いで威信を高め「春秋の小覇」と呼ばれた。対して周王室の力の衰えが明らかになった。
- 紀元前706年 - スパルタのパルテニアイらによるタラス（イタリア半島南端の現タレントゥム）植民市の建設。
- 紀元前705年 - アッシリア王サルゴン2世がアナトリアの小国タバル（英語版）との戦争中に戦死。
  - 後継のセンナケリブはドゥル・シャルキンからニネヴェへ遷都。
- 紀元前704年 - 楚の熊徹が沈鹿の会盟を行い、王号を名乗る（楚の文王）。
- 紀元前703年 - アッシリア王センナケリブがバビロニア王メロダク・バルアダン2世を倒し、傀儡政権を擁立するがバビロニアの政情は不安定。
- 紀元前700年以前 - フリギア王国の「ミダス王の記念碑（英語版）（トルコのエスキシェヒル県のヤズルカヤ（英語版）遺跡）」が建てられる。
- 紀元前700年頃 - ヘシオドスの『神統記』『仕事と日』が成立。

## 人物

### 中国
- 幽王（？ - 前771年） - 西周の第12代の王（在位前781年 - 前771年）
- 褒姒（前8世紀前半） - 周の幽王の后・申后に代わり后にされる・絶世の美女で亡国の原因とされる
- 虢石父（？ - 前771年） - 周の王族・虢の君主・幽王に遊興を勧め亡国の因をなしたか
- 申侯（前8世紀前半） - 周の諸侯・娘は幽王の后（申后）・犬戎と結んで幽王を倒し平王を擁立
- 平王（？ - 前720年） - 東周の初代（周の第13代）の王（在位前771年 - 前720年）
- 襄公（？ - 前766年） - 西周から東周の秦の初代君主（在位前777年 - 前766年）
- 文侯（前807年 - 前746年） - 西周から東周の晋の君主（在位前780年 - 前746年）
- 武公（? - 前744年） - 春秋時代初期の鄭の君主（在位前770年 - 前744年）
- 荘公（? - 前701年） - 春秋時代初期の鄭の君主（在位前743年 - 前701年）

### 王政ローマ
- ロームルス（在位前771年 - 前716年） - 王政ローマの建国者
- ヌマ・ポンピリウス（在位前716年 - 前673年） - 王政ローマの第2代の王

### ギリシア
- リュクルゴス（前820年頃 - 前730年頃？） - スパルタの伝説的立法者・軍国主義制度を確立
- アリストデモス（在位前744年？ - 前724年？） - メッセニア最後の王・第一次メッセニア戦争で敗北
- テオポンポス（在位前720年 - 前675年） - スパルタ王・第一次メッセニア戦争では将軍として活躍
- ホメロス（前8世紀） - イオニア出身の詩人（アオイドス）・『イリアス』『オデュッセイア』の伝統的作者
- エリスのイピトス（前8世紀） - エリスの王・デルポイの神託によりオリュンピア祭競技を行う
- エリスのコロイボス（前8世紀） - ギリシアの陸上選手・最古のオリュンピア祭競技のスタディオン走の優勝者
- ヘシオドス（前8世紀頃 - 前7世紀頃） - アスクラ（英語版）の詩人・『仕事と日』『神統記』などがある

### オリエント
- ミダース（前8世紀後期） - アナトリアのフリギアの王
- ヒゼキヤ（? - 前687年） - ユダ王国の王（在位前715年 - 前687年）
- イザヤ（前8世紀） - 旧約聖書『イザヤ書』に登場するユダ王国の預言者
- ヨナ（前8世紀） - 旧約聖書『ヨナ書』に登場するイスラエル王国の預言者
- ティグラト・ピレセル3世（? - 前727年）  - アッシリアの王（在位前744年 - 前727年）
- サルゴン2世（? - 前705年） - アッシリアの王（在位前722年 - 前705年）
- ルサ1世（? - 前714年） - ウラルトゥの王（在位前735年頃 - 前714年）
- ピアンキ（? - 前716年） - ヌビアの王・エジプト第25王朝のファラオ（在位前747年 - 前716年）

### 南アジア
- ウッダーラカ・アールニ（生没年不詳） - 古代インドのウパニシャッドの哲人・ヤージュニャヴァルキヤの師

## 日本の社会
- この頃日本で弥生時代が始まる（確定していない）。
  - 中国の戦乱の余波を受け、中国から日本に移住が続いたことが想定されている。
  - 古事記､日本書紀によると、紀元前711年に神武天皇が生まれたとされている(日本神話)。